# 弟子屈町
弟子屈町（日语：／ Teshikaga chō */?）是位於北海道東部的行政區劃，屬釧路綜合振興局，位於釧路市北邊約80公里位置。轄區大致位於直徑約20公里的巨大破火山口內，境內則有南部的摩周溫泉及北部的川湯溫泉。川湯地區由於冬季時氣溫會急速降溫，在川湯溫泉周圍可看到水分凍結於空氣中的鑽石塵現象。由於阿寒摩周國立公園的主要區域摩周湖、屈斜路湖和川湯溫泉都位於弟子屈町，使觀光旅遊成為當地最主要的產業。當地也盛行酪農業，境内設有許多觀光牧場。
町名是來自阿伊努語「teska-ka」（岩石堤壩的上面）或是「tes-ka-ka」（漁梁的湖岸）。

## 人口
| 弟子屈町人口分布圖 |                                                 |  |
| 弟子屈町與日本全國年齡別人口分布比較圖 （2005年資料） | 弟子屈町的年齡、男女別人口分布圖 （2005年資料） |  |
| ■紫色是弟子屈町 ■綠色是全国 | ■藍色是男性 ■紅色是女性                         |  |
| 弟子屈町人口變化 \| 1970年 \| 12,237人 \| \| \| 1975年 \| 11,974人 \| \| \| 1980年 \| 12,206人 \| \| \| 1985年 \| 11,796人 \| \| \| 1990年 \| 10,630人 \| \| \| 1995年 \| 9,954人 \| \| \| 2000年 \| 9,493人 \| \| \| 2005年 \| 9,023人 \| \| \| 2010年 \| 8,248人 \| \| \| 2015年 \| 7,758人 \| \| \| 2020年 \| 6,955人 \| \| |                                                 |  |
| 資料來源：日本總務省統計中心提供之人口普查數據 |                                                 |  |
| 1970年 | 12,237人                                        |  |
| 1975年 | 11,974人                                        |  |
| 1980年 | 12,206人                                        |  |
| 1985年 | 11,796人                                        |  |
| 1990年 | 10,630人                                        |  |
| 1995年 | 9,954人                                         |  |
| 2000年 | 9,493人                                         |  |
| 2005年 | 9,023人                                         |  |
| 2010年 | 8,248人                                         |  |
| 2015年 | 7,758人                                         |  |
| 2020年 | 6,955人                                         |  |

## 歷史

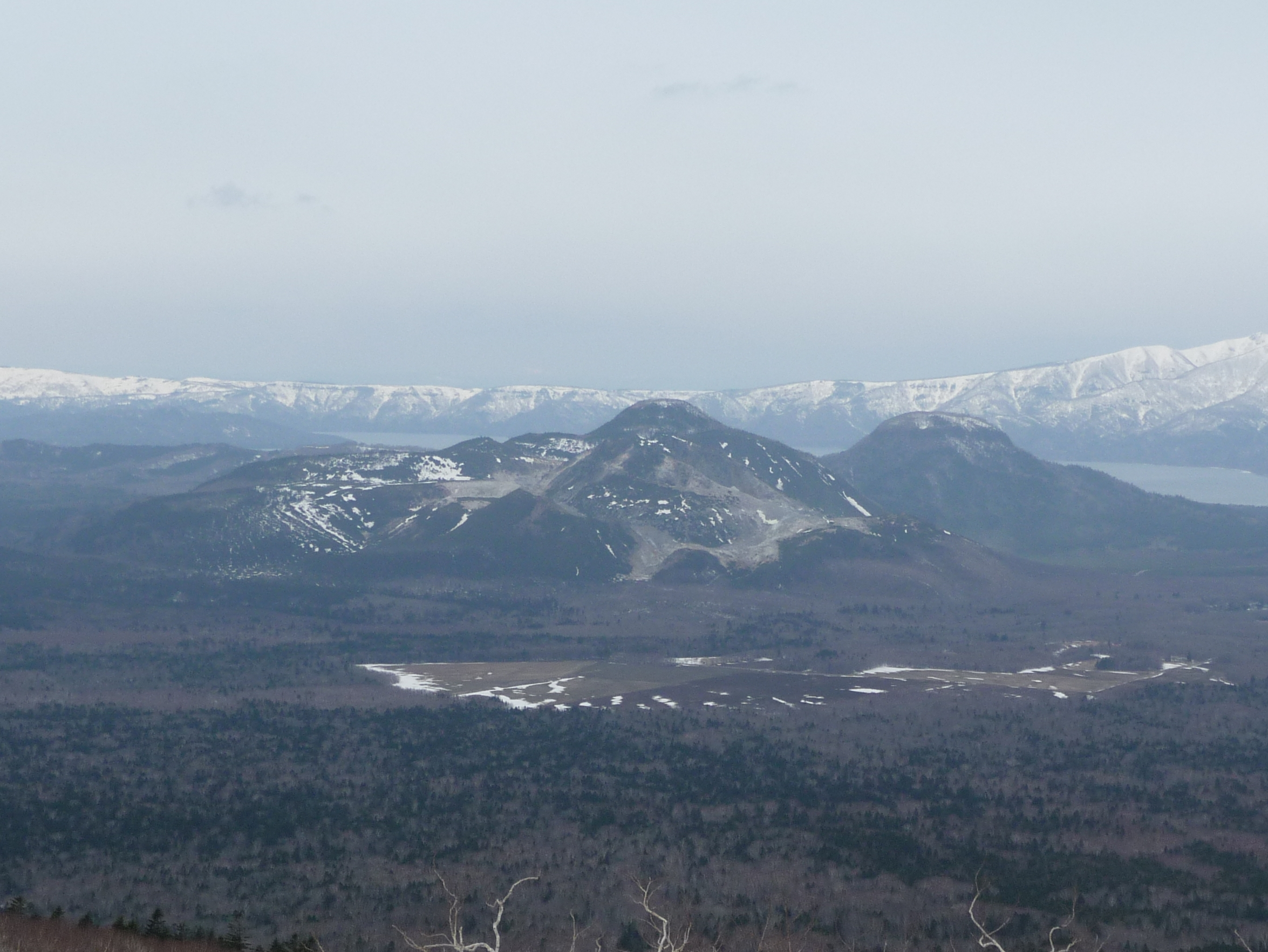
從摩周湖第三展望台看到的硫磺山，山後方為屈斜路湖，湖後方為屈斜路破火山口地形的外輪山。照片內區域幾乎都是弟子屈町轄區

在約三萬年前的火山噴發後，在現在的弟子屈地區形成了一個直徑約20公里的巨大破火山口地形，而在中間留下的噴發口在約一萬五千年前開始持續流出熔岩，成為現在的硫磺山。
現在的弟子屈町轄區內最早開發的地區是位於中部的硫磺山，1870年代，佐野孫右衛門得到官方許可後，開始在硫磺山開採硫磺，1888年為了將開採出的硫磺送出，接續取得硫磺山開採權利的安田財閥進一步興建了釧路鐵道，在當時是全北海道的第二條鐵路，也是北海道內第一個私人經營的鐵路。硫磺的開採一直到1896年由於產量的減少才停止。
1880年開始有農業的開墾，1885年被劃入塘路熊牛村外四村戶長役場管轄，1897年大部分的區域也成為皇室的御料林，不過仍持續吸引了大量移民到此進行農業及畜産的開墾。
1903年弟子屈村及屈斜路兩村自熊牛村中獨立，並設置弟子屈外一村戶長役場。1923年4月1日弟子屈村和屈斜路村正式合併為弟子屈村，並成為北海道二級村 ，1943年4月1日進一步升格為北海道一級村。1947年7月1日弟子屈村升格改制為弟子屈町，並在1956年及1957年期間與標茶町調整邊界後，確認了現在的弟子屈町轄區。

## 交通
距離轄內最近的機場包括位於東側中標津町的中標津機場、西北側大空町的女滿別機場、南側釧路市的釧路機場，過去町內還曾設有以觀光飛行為主要使用目的弟子屈飛行場，從此出發可從空中觀賞周邊釧路濕原、摩周湖、雌阿寒岳等景點的空中景色，但由於使用率過低，已於2009年停止營運。
北海道旅客鐵道釧網本線以南北向穿過轄區，並通過主要市區摩周溫泉，往北可通往網走市，往南可到釧路市。町內的客運則主要仰賴阿寒巴士所經營的路線。

### 鐵路
- 北海道旅客鐵道
  - 釧網本線：（←清里町） - 川湯溫泉車站 - 美留和車站 - 摩周車站 - 南弟子屈車站 - （標茶町→）

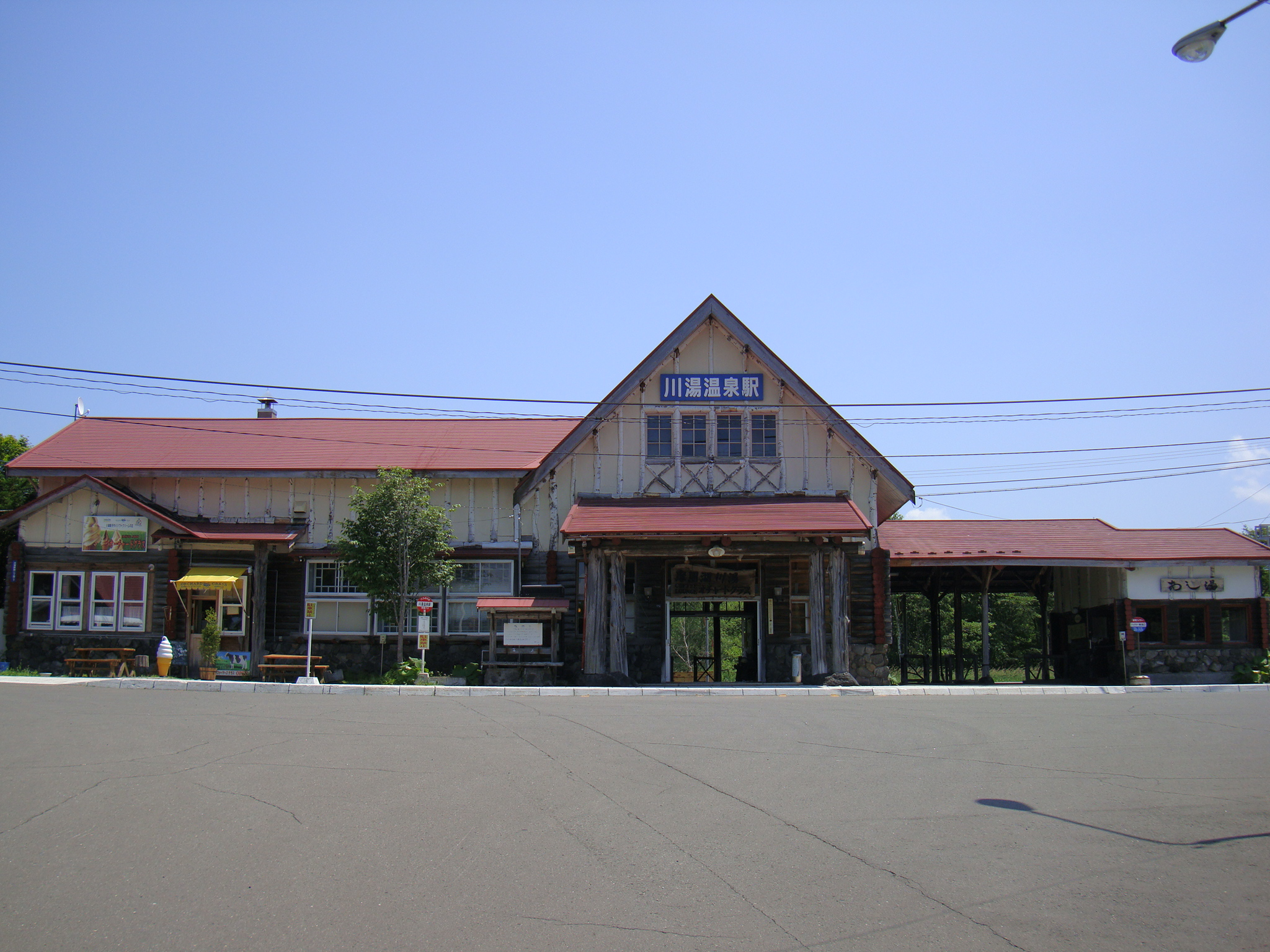
川湯溫泉車站
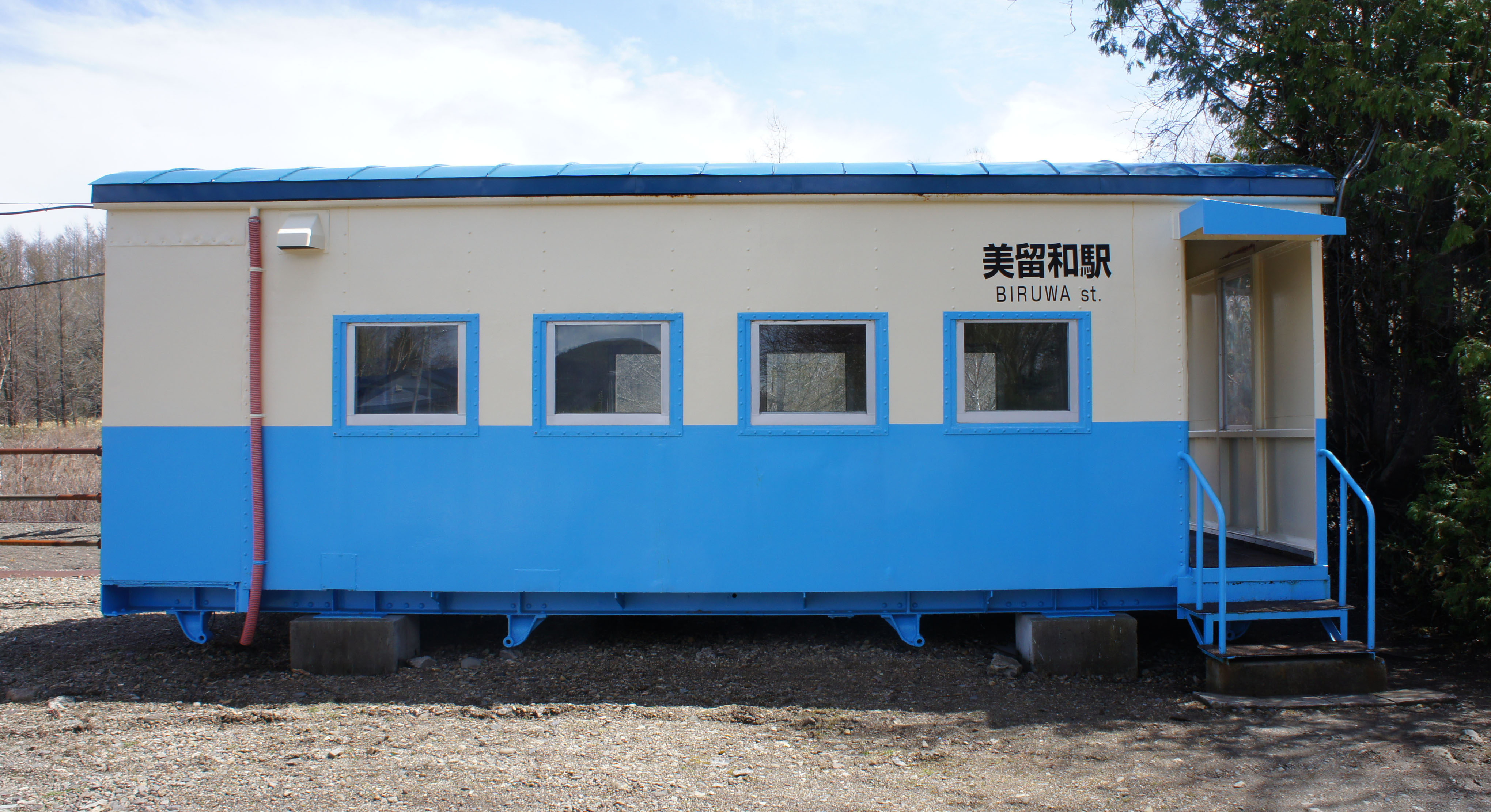
美留和車站
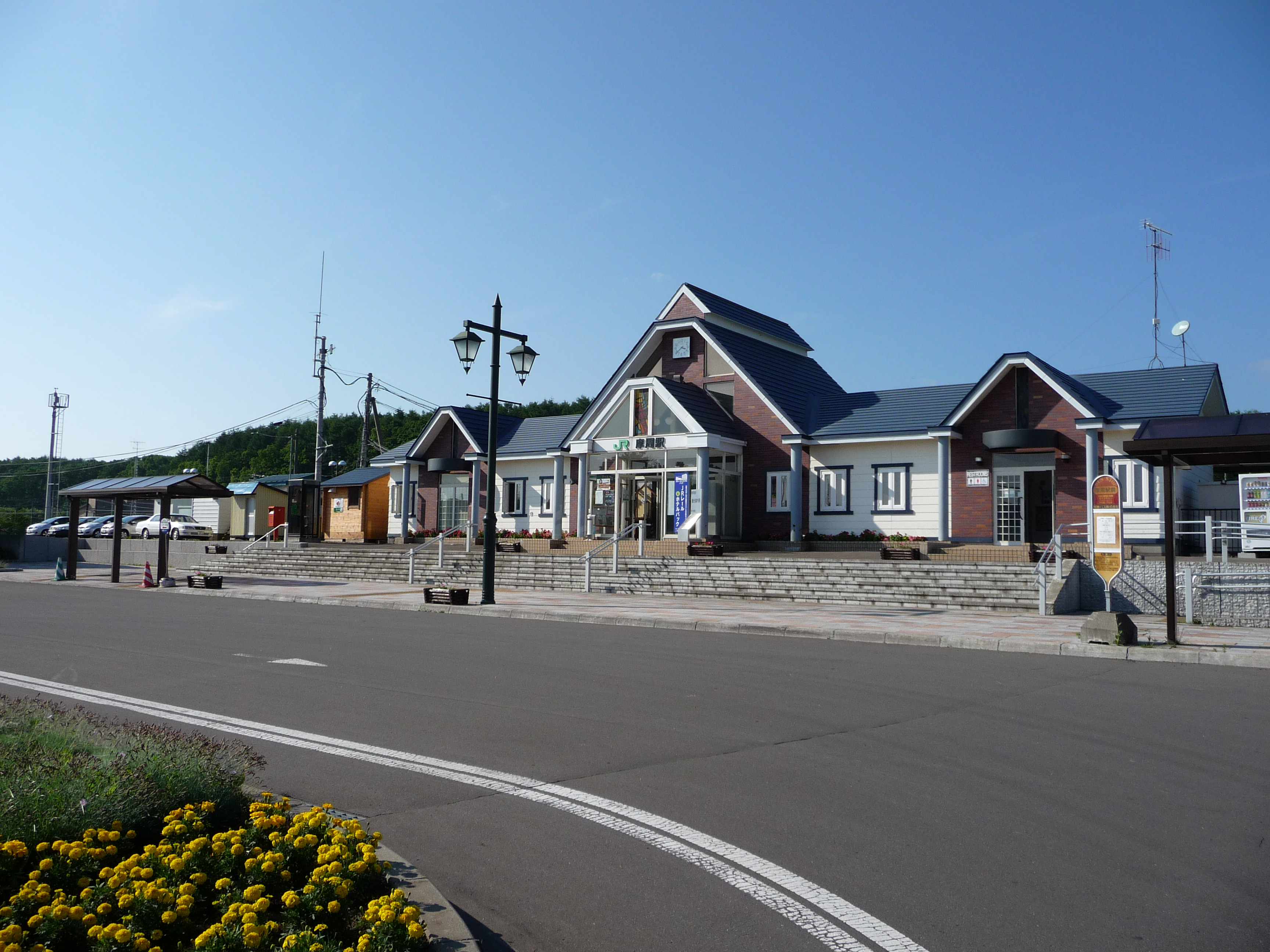
摩周車站
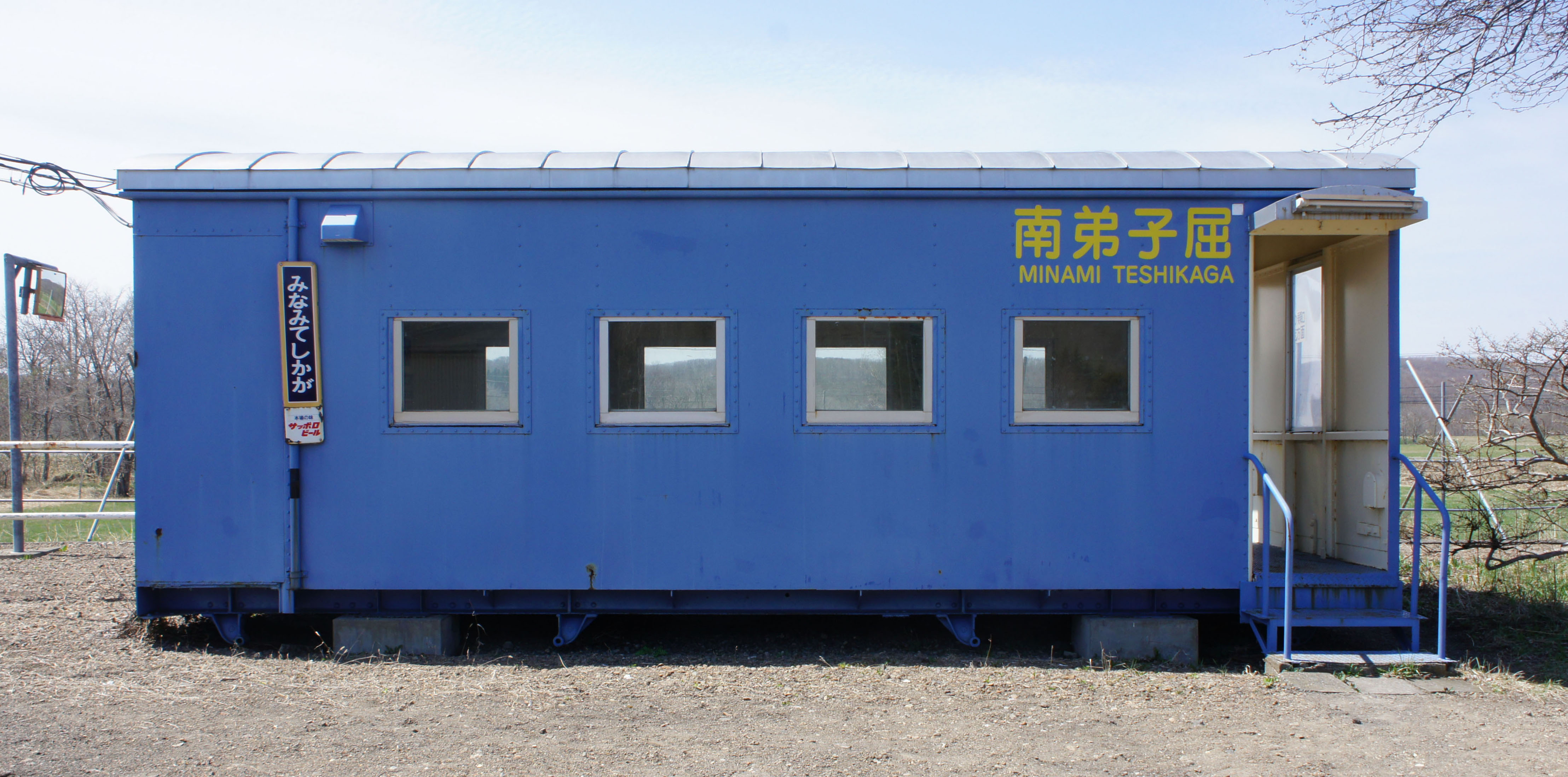
南弟子屈車站

### 公路
| 一般國道 - 國道241號 - 國道243號 - 國道391號 | 道道 - 北海道道52號屈斜路摩周湖畔線 - 北海道道53號釧路鶴居弟子屈線 - 北海道道102號網走川湯線 - 北海道道150號摩周湖中標津線 - 北海道道422號川湯停車場線 - 北海道道588號屈斜路津別線 - 北海道道717號札友內弟子屈停車場線 |

## 觀光資源

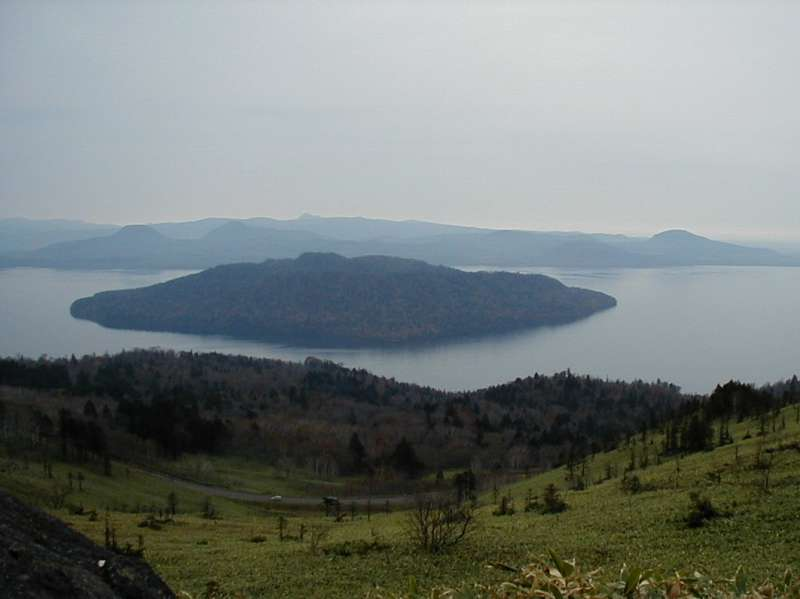
從美幌鞍部遠眺屈斜路湖

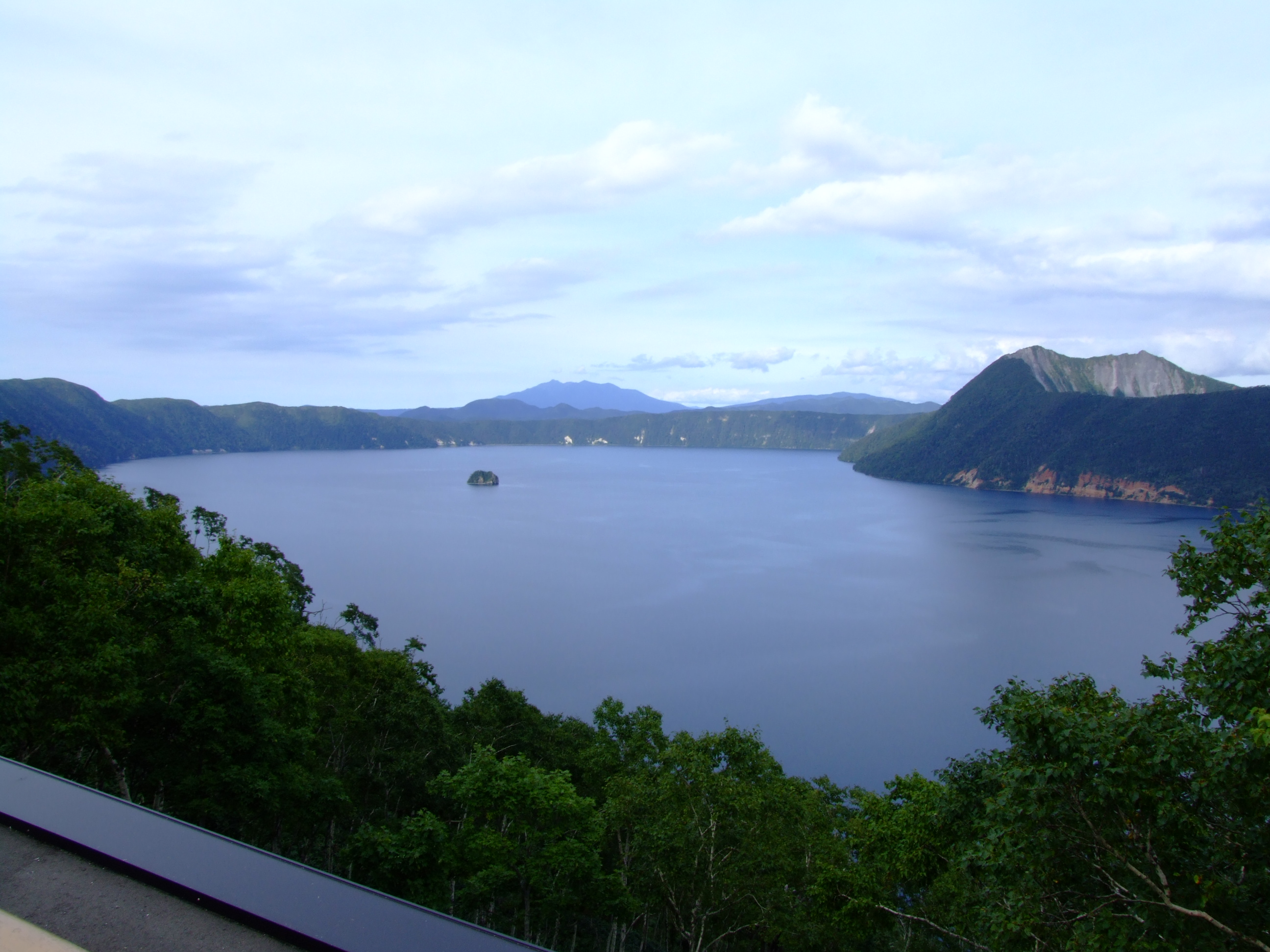
摩周湖第一展望台上所看到的摩周湖

阿寒摩周國立公園的主要區域摩周湖、屈斜路湖、川湯溫泉、硫磺山都位於轄內，此外還有和琴溫泉、古丹溫泉等小型溫泉區。另外由於第48代橫綱大鵬幸喜成長於川湯溫泉地區，在此也設有大鵬相撲紀念館展示相關資料。

## 教育
轄內雖然沒有高等教育學校，但是有多所大學在此設有研究設施或是研修所，包括北見工業大學屈斜路研修所、玉川大學農學部寒冷地環境生物生產研究施設、北海道大學理學部附設弟子屈地皮地殼變動觀測所。
其他則有一所高等學校－北海道弟子屈高等學校，兩個主要市區摩周溫泉和川湯溫泉各有一所中學校－弟子屈町立弟子屈中學校、弟子屈町立川湯中學校，另外還有五所小學校。

## 姊妹、友好都市

### 日本
- 日置市（鹿兒島縣）：締結於1983年11月，因為連結弟子屈町和阿寒湖國道241號線，是由出生於東市來町（現在的日置市）的永山在兼負責指揮興建，此公路連結弟子屈町境內的各主要旅遊景點，更促成與東市來町之間的交流。

### 海外
- 商丘市（中國 河南省）
- 泗水縣（中國 山東省）
- 濱州市濱城區（中國 山東省）

## 本地出身的名人
- 大鵬幸喜：出生於樺太廳敷香郡敷香町（今俄羅斯薩哈林州波罗奈斯克），之後在本地成長。

## 外部連結
- （日語） 弟子屈町観光情報入口網站 （页面存档备份，存于）
- （日語） 弟子屈導航的Facebook專頁